# Урликање
Урликање (енгл. The Howling) је амерички хорор филм из 1981. године, режисера Џоа Дантеа са Ди Волас, Патриком Макнијем, Кристофером Стоуном и Робертом Пикардом у главним улогама. Један је од најпознатијих филмова о вукодлацима из периода 1980-их, уз Америчког вукодлака у Лондону и Сребрни метак. Сценарио је писан по истоименом роману Гарија Брандера.
Филм је изазвао претежно позитивне критике и освојио Награду Сатурн за најбољи хорор филм, том приликом надмашивши култно Исијавање Стенлија Кјубрика и Карпентерову Маглу. Познати филмски критичар, Роџер Иберт, оценио га је са 2/4 звездице назвавши га „најлуђим филмом који је видео у последње време”, уз похвалу за специјалне ефекте. Филм је постигао солидан успех и на благајнама, зарадивши готово 18 милиона долара са 15 пута мањим буџетом. Овај успех знатно је помогао Дантеовом даљем развоју каријере и допринео томе да га Ворнер брос унајми као редитеља за Гремлине.
Урликање је изродило истоимени филмски серијал који укупно чине 8 филмова, од чега је први наставак објављен након 4 године, под насловом Урликање 2: Твоја сестра је вукодлак.

## Радња
Након бизарног сусрета са серијским убицом који ју је замало коштао живота, новинарка Карен Вајт одлази да се одмори у удаљеном планинском насељу. Међутим, становници тог насеља нису онакви каквим се чине, поготово не у ноћи пуног Месеца.

## Улоге
| Глумац          | Улога             |
| --------------- | ----------------- |
| Ди Волас        | Карен Вајт        |
| Патрик Макни    | др Џорџ Вагнер    |
| Денис Дуган     | Крис Халоран      |
| Кристофер Стоун | Вилијам „Бил” Нил |
| Белинда Баласки | Тери Фишер        |
| Кавин Макарти   | Фред Франсис      |
| Џон Карадин     | Ерл Кентон        |
| Слим Пикенс     | Сем Њуфилд        |
| Елизабет Брукс  | Марша Квист       |
| Роберт Пикардо  | Еди Квист         |
| Марџи Имперт    | Дона              |
| Нобл Вилингам   | Чарли Бартон      |
| Џејмс Муртау    | Џери Ворен        |
| Џим Макрел      | Лу Ландерс        |
| Кенет Тоби      | старији полицајац |
| Дик Милер       | Волтер Пајсли     |
| Мешах Тејлор    | Шанц              |
| Дон Маклеод     | Ти Си Квист       |